# Lacinipolia tenisca
Lacinipolia tenisca là một loài bướm đêm trong họ Noctuidae.